# زنل گاوازای
زنل گاوازای (آلبانیایی: Zenel Gavazaj؛ زادهٔ ۲ مهٔ ۲۰۰۰) بازیکن فوتبال اهل آلبانی است.